# Loweia splendens
Loweia splendens är en fjärilsart som beskrevs av Wize 1936. Loweia splendens ingår i släktet Loweia och familjen juvelvingar. Inga underarter finns listade i Catalogue of Life.